# Agence européenne pour la gestion de la coopération opérationnelle aux frontières extérieures
Ne doit pas être confondu avec Agence européenne de garde-frontières et de garde-côtes.
L’agence européenne pour la gestion de la coopération opérationnelle aux frontières extérieures des États membres de l'Union européenne, surnommée Frontex (forme abrégée de « Frontières extérieures »), est une agence de l'Union européenne ayant existé entre 2004 et 2016, date à laquelle elle a été remplacée par l'Agence européenne de garde-frontières et de garde-côtes.
Elle était responsable de la coordination des activités de droits interne des garde-frontières dans le maintien de la sécurité des frontières de l'Union avec les États non-membres. Dans le contexte de la crise migratoire en Europe s'étalant entre 2015 et 2017, la Commission européenne a proposé en décembre 2015 la création d'un corps européen de garde-frontières et de garde-côtes et la transformation de Frontex en une Agence européenne de garde-frontières et de garde-côtes, au mandat et aux moyens renforcés. Le Conseil de l'Union européenne et le Parlement européen entérinent cette réforme durant l'été 2016 ; elle entre en vigueur le 6 octobre 2016.
La mission de Frontex, repris par l’Agence européenne de garde-frontières et de garde-côtes, était d'aider les États membres à mettre en œuvre les règles communautaires relatives aux frontières extérieures et de coordonner leurs opérations dans la gestion de ces frontières extérieures. Chaque État membre reste toutefois responsable de la partie de frontière qui se trouve sur son territoire. L'Agence avait pour mission d'aider à garantir des normes communes et un haut niveau d'efficacité.

## Histoire

### Création

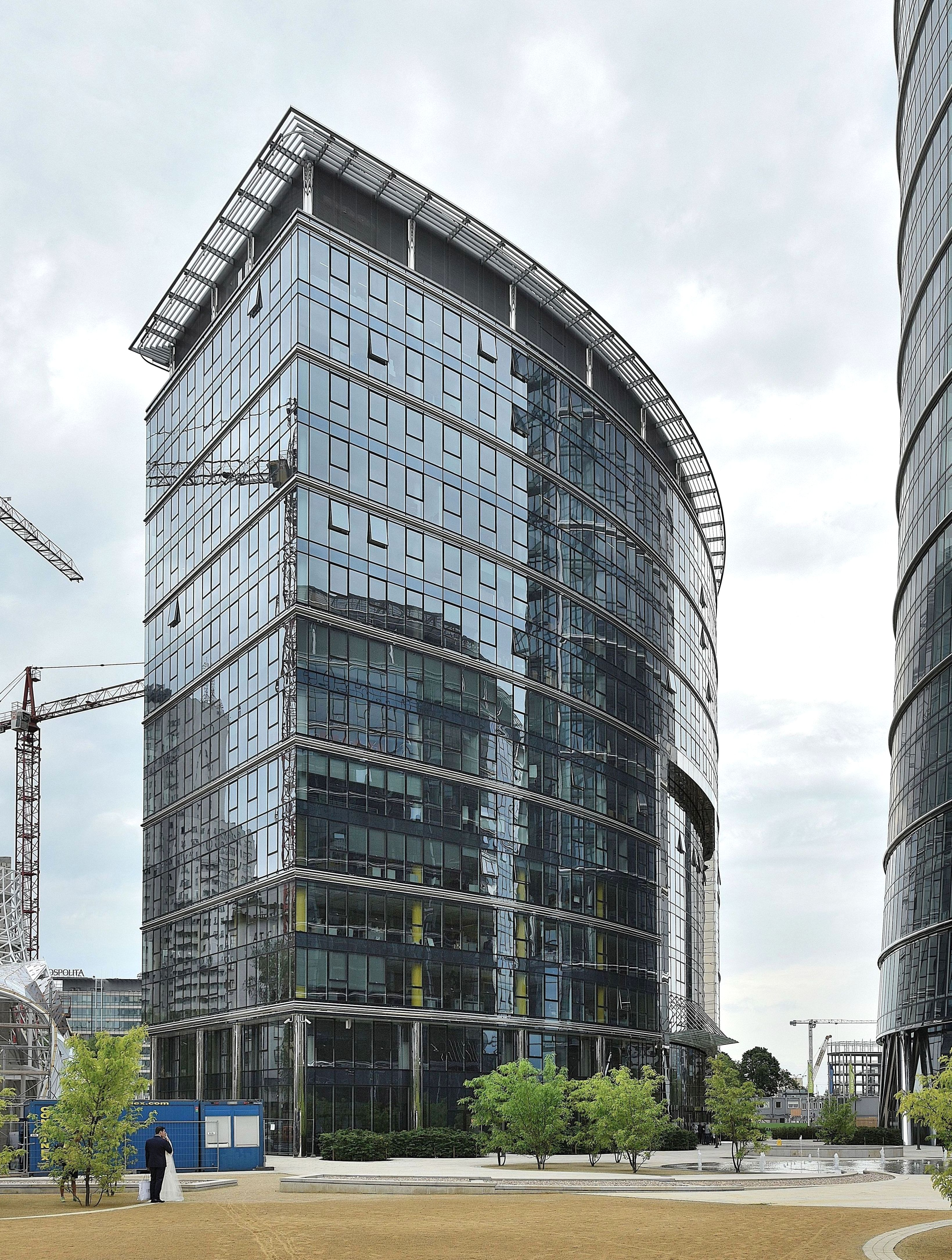
Le siège de Frontex, à Varsovie.

#### Première tentative: l'instance commune
En 2002, un groupement d'« experts en frontières extérieures » est créé avec pour but de parvenir à une « gestion intégrée des frontières extérieures ». Le 7 mai 2002, la communication de la Commission « Vers une gestion intégrée des frontières extérieures des États membres de l'Union européenne » est transmise au Conseil et au Parlement européen. La Commission propose de créer une « instance commune de praticiens des frontières extérieures ». Le 13 juin 2002, le Conseil approuve le plan de la Commission et crée une instance commune de praticiens des frontières extérieures dans le cadre du comité stratégique sur l'immigration, les frontières et l'asile (CSIFA),.
Lors du second semestre 2002, l'instance commence à exercer sous le nom de CSIFA +. Son action, définie par le plan approuvé par le Conseil, est d'être « [la] « tête » de la politique commune de gestion des frontières extérieures » mais également de coordonner les projets opérationnels.
Le 11 juin 2003, la présidence grecque du Conseil de l'Union européenne, qui touche à sa fin, conclut que « l'absence d'un mécanisme de surveillance et d'une méthode d'évaluation indépendante et approfondie, ainsi que d'une méthode pour traiter et utiliser les résultats », se font sentir dans les projets pilotes et les opérations conjointes. Elle se dit dès lors prête à examiner la possibilité de créer une « nouvelle structure institutionnelle » afin de renforcer la coopération opérationnelle pour la gestion des frontières extérieures.
En préparation du Conseil européen du 19 au 21 juin 2003 à Thessalonique, la Commission a publié, le 3 juin 2003, une communication sur « le développement d'une politique commune en matière d'immigration clandestine, de trafic illicite et de traite des êtres humains, de frontières extérieures et de retour des personnes en séjour irrégulier »,. La Commission souligne que l'instance commune a rencontré des limites structurelles et propose qu'elle se concentre sur des tâches de coordination de nature stratégique tandis que les tâches opérationnelles seraient confiées à une structure communautaire permanente capable de gérer et coordonner des tâches quotidiennes et de formuler des réponses rapides en cas d'urgence,. Le 5 juin 2003, le Conseil de l'Union européenne adopte des conclusions dans lesquelles il demande le « renforcement de l'instance commune comme groupe de travail du Conseil par des experts détachés par les États membres auprès du secrétariat général du Conseil »,.
Le Conseil européen des 19 et 20 juin 2003 de Thessalonique adopta les conclusions du Conseil de l'Union européenne du 5 juin et examina les propositions formulées (notamment, la création de nouveaux mécanismes ou d'une structure opérationnelle communautaire). Finalement, lors de sa réunion des 16 et 17 octobre 2003, le Conseil européen « s'est félicité que la Commission envisage de présenter une proposition en vue de la création d'une Agence pour la gestion des frontières extérieures ».

#### Début de la procédure et proposition de la Commission
La procédure, dite procédure 2003/0273/CNS, débute officiellement le 11 novembre 2003 par l'adoption d'une « proposition de règlement portant création d'une Agence européenne pour la gestion de la coopération opérationnelle aux frontières extérieures ». La procédure suivie est alors une procédure de consultation, ce qui implique que le Conseil doit consulter le Parlement européen et le Comité économique et social européen.
Le 12 novembre 2003, la Commission européenne transmet sa proposition au Conseil et au Parlement européen. La proposition de la Commission rappelle que l'objectif est de mettre en place une politique communautaire permettant une gestion « intégrée » des frontières communes et de « garantir un niveau élevé et uniforme de contrôle des personnes et de surveillance aux frontières extérieures ». Cette politique communautaire est, selon la Commission, une « condition préalable à la création d'un espace de liberté, de sécurité et de justice ». La base légale de la proposition est l'article 62(2)(a) du traité instituant la Communauté européenne.

#### Avis du Conseil
Dès le 27 novembre 2003, le Conseil émet un premier avis. Le 29 janvier 2004, le Comité économique et social européen rend également son avis. Le 9 mars 2004, le Parlement européen soumet son avis et suggère des amendements, cependant la Commission rejette immédiatement ces amendements. Finalement, le 25 octobre 2004, le Conseil inscrit la proposition à son point A de l'ordre du jour et adopte le règlement.
Ainsi, le 26 octobre 2004, Frontex est créée par le règlement n° 2007/2004 du Conseil du 26 octobre 2004 après l'adoption du Programme de la Haye portant notamment sur la politique d'externalisation de l'asile.

### Mise en place de l'agence
Le 26 avril 2005, le siège est fixé à Varsovie et l'organisme entre en fonction le 1er mai.
L'agence est opérationnelle depuis le 3 octobre 2005 ; depuis le 16 janvier 2015, son directeur exécutif est le Français Fabrice Leggeri.
En mai 2007, un réseau européen de patrouilles maritimes est créé. Frontex et les États membres concernés (France, Portugal, Espagne, Malte, Chypre, Grèce, Italie, Slovénie) organisent des patrouilles conjointes avec d'autres pays du pourtour méditerranéen.
En 2008, dans une déclaration présentée au Haut Commissariat des Nations unies pour les réfugiés, une large coalition d'organisations non gouvernementales ont exprimé leur inquiétude concernant la plupart des travaux de sauvetage par Frontex qui s'apparente à une campagne de dissuasion sans discernement qui empêche les demandeurs d'asile de réclamer une protection en vertu de la Convention de Genève.
En 2011, les opérations conjointes EPN-Hermès et Extension 2011 sont lancées afin d'assister l'Italie dans sa politique de contrôle des migrants après les révolutions tunisienne et libyenne.

### Évolution
Face à la crise de la gestion des migrants en 2015 et 2016, un règlement est proposé par la Commission le 15 décembre 2015 afin de créer un Corps européen de garde-frontières et de garde-côtes. Adopté le 14 septembre 2016, le règlement no 2016/1624 relatifs au Corps européen de garde-frontières et de garde-côtes entre en vigueur le 6 octobre 2016.

### Effectifs
En juillet 2018, on dénombrait 589 personnes affectées pour la surveillance de l'Espace Schengen. Lors du sommet européen du 28 juin 2018 il a été décidé de porter cet effectif à 10 000.
Cependant en pratique à ce jour[Quand ?], il n'y a que 1 500 personnels détachés par certains États membres, pour une durée variable (une à quelques semaines), et l'agence n'a quasiment pas de personnel permanent opérationnel. À titre de comparaison, il a eu d'après l'Organisation internationale pour les migrations, début 2019, entre 17 000 et 28 000 migrants noyés en Méditerranée (ainsi que plus de 2 000 en 2018) et les ONG qui patouillaient en Méditerranée ont été contraintes de freiner leur activité à partir de l'été 2018,. Cependant en février 2019 le Conseil européen a décidé de déployer du personnel permanent opérationnel, pour un effectif probablement voisin de 400, à partir de janvier 2021.

## Missions

### Missions principales
Frontex est l'un des outils dont dispose l'Union européenne pour réguler ses frontières, avec la politique européenne de voisinage (PEV) et l'espace Schengen.
L'agence dispose d'un système de recueil des données qui sont analysées en temps réel afin de mieux connaitre la situation aux frontières extérieures de l'UE. Cette analyse des risques permet une meilleure allocation des ressources. Sur la base de l'analyse des risques, Frontex propose aux États membres de participer à des opérations conjointes aux frontières extérieures aériennes, maritimes et terrestres de l'Union.
Frontex assiste les États membres dans le développement de standards communs de formation, incluant un tronc commun, dans l'optique d'instaurer une politique de gestion intégrée des frontières et d'uniformiser les règles et fonctionnement à chaque frontière extérieure.
Frontex sert de passerelle aux industriels pour proposer aux différents gardes frontières les dernières innovations technologiques pouvant répondre à leurs besoins, et faciliter l'achèvement des objectifs industriels de recherche et développement.
L'agence Frontex met a disposition des États membres une force de réaction rapide (RABITs) composée d'un vivier de gardes frontières européens. Leur déploiement peut intervenir en cas de crise grave à l'une ou l'autre des frontières extérieures de l'Union.
Frontex assiste les États membres dans l'organisation d'opérations de retour communes.

### Opérations de Frontex
| Nom                                     | Pays demandeur | Objectif | Zone d'intervention                                                             | Durée                               | Référence |
| --------------------------------------- | -------------- | --- | ------------------------------------------------------------------------------- | ----------------------------------- | --------- |
| Héra                                    | Espagne        | Contrôler l'immigration illégale dans les Canaries                                                            | Archipel des Canaries, côtes mauritaniennes, sénégalaises, archipel du Cap-Vert | 17 juillet - 15 décembre 2006       | [ 27 ]    |
| RABIT - Rapid Border Intervention Teams | Grèce          | Contrôle de l'immigration illégale en mer Égée                                                                | Mer Égée orientale - Centres de rétention en Grèce, Bulgarie et Turquie         | Novembre 2010 - mars 2011           | [ 27 ]    |
| Opération Triton                        | Italie         | Contrôle de l'immigration illégale depuis la Libye ; relai de l'opération Mare Nostrum de la Marine italienne | Mer de Sicile, canal de Sicile                                                  | 1er novembre 2014 - 31 Janvier 2018 |           |

## Fonctionnement

### Direction
- Ilkka Laitinen, du 25 mai 2005[28] à mai 2014[29] ;

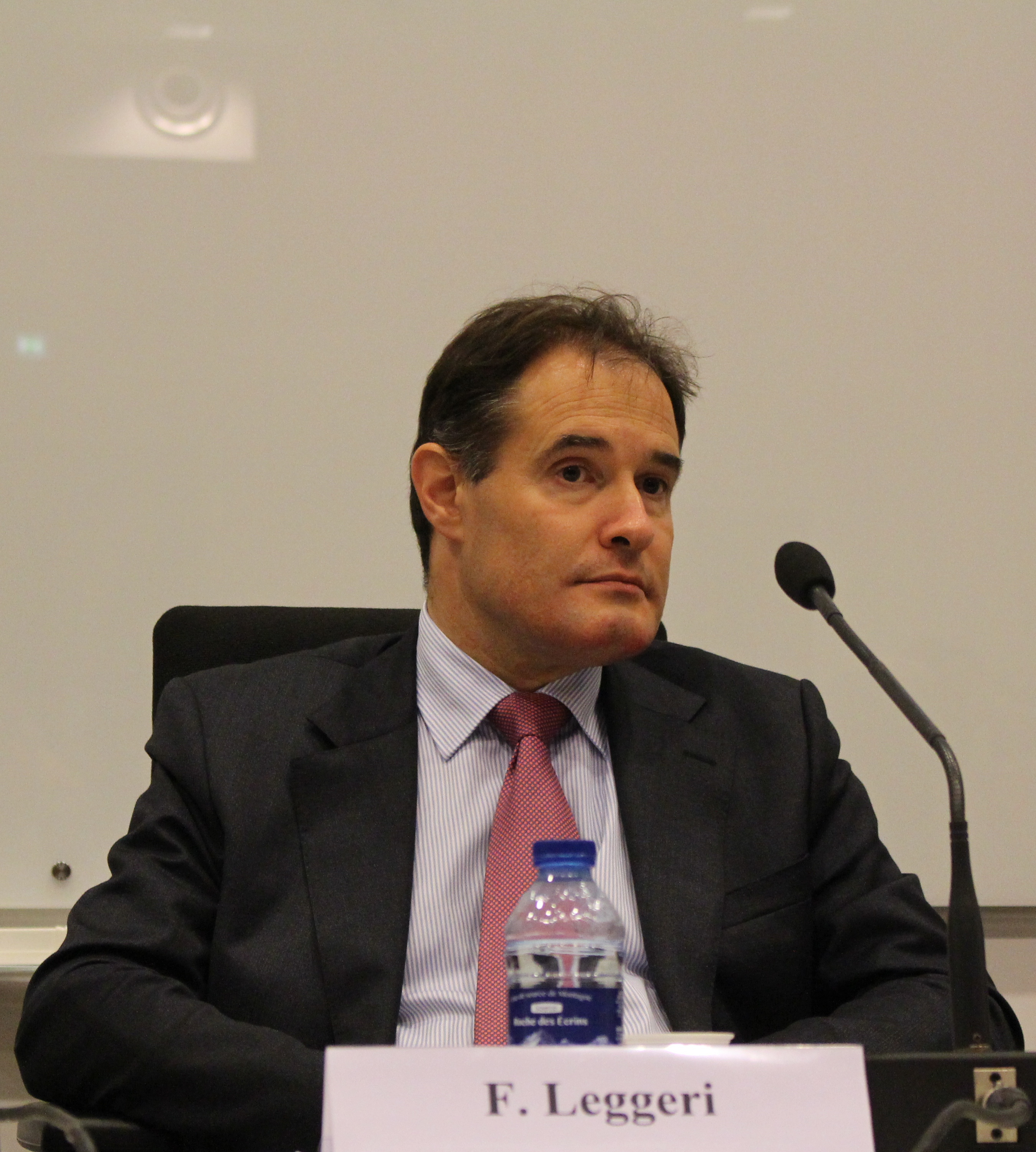
Fabrice Leggeri, directeur exécutif de Frontex, en novembre 2015.

- Gil Arias-Fernández, qui assure l'intérim jusqu'à la nomination en novembre 2014 d'un nouveau directeur[30] ;
- Fabrice Leggeri, directeur à partir du 16 janvier 2015, pour un mandat de cinq ans[31]. Il poursuit sa tâche après la transformation de Frontex en octobre 2016.

### Financement
Le budget de Frontex provient de subventions de l'Union européenne, 285 millions d'euros étant fournis dans le cadre d'un programme spécifique allant de 2007 à 2013 et dépendant du Programme européen pour la protection des infrastructures critiques (PEPIC).

## Siège
Son siège se trouve à Varsovie (Pologne).

## Critiques et polémiques
Depuis sa création, de multiples critiques ont été adressées contre l'agence. En 2005, dans L'Empire de la honte, Jean Ziegler montre comment Frontex s'insère dans un dispositif général d'externalisation de l'asile et de délégation aux pays-tiers à l'Union européenne du contrôle, de la rétention et de l'expulsion des migrants.
En 2011, les actions de Frontex ont été largement critiquées par Human Rights Watch dans son rapport intitulé Les mains sales de l’Europe.
Aline Robert, de l'organisation Euractiv, considère à la suite du naufrage du 3 octobre 2013 à Lampedusa que les dispositifs européens de gestion des frontières — dont l'agence Frontex et le système d'information Eurosur — ont été discrédités.
En 2013, vingt-et-une organisations européennes et africaines d'aide aux étrangers et aux immigrés lancent une campagne internationale nommée Frontexit,[source insuffisante]. Cette campagne vise à dénoncer les activités de Frontex qui seraient contraires aux droits fondamentaux et à demander l’annulation du règlement créant l’agence Frontex, s’il est démontré que le mandat de l’agence est incompatible avec le respect des droits fondamentaux.
Le naufrage du 12 avril 2015 en Méditerranée ainsi que le naufrage du 19 avril 2015 en Méditerranée font plus de 1200 morts, en dépit de la mise en place de l'opération Triton par Frontex. Des personnalités et des organisations non-gouvernementales dénoncent les activités de Frontex, non-conformes aux droits fondamentaux, la semi-privatisation de l'organisme, et son côté paramilitaire.

### Parlement trompé et réunions non enregistrées avec des lobbyistes
En février 2021, Frontex a été accusée de rencontrer son personnel "avec des dizaines de lobbyistes non enregistrés qui représentent les industries des armes, de la surveillance et de la biométrie". L'enquête a également révélé que Frontex avait induit le Parlement européen en erreur. En 2018, l'agence a déclaré aux députés européens en réponse à une question : "Frontex n'a rencontré que des lobbyistes enregistrés qui sont inscrits dans le registre de transparence de l'UE... aucune réunion n'a eu lieu en 2017. Mais selon les documents obtenus, Frontex "a tenu au moins quatre réunions avec l'industrie" cette année-là, a écrit le PDG. "Sur les 24 organismes privés qui ont participé à ces réunions - pour la plupart des entreprises - plus de la moitié (58 %, soit 14 organismes) n'étaient pas enregistrés dans le registre de transparence de l'UE". Dans l'ensemble, leurs recherches ont révélé que de 2017 à 2019, Frontex a rencontré 138 groupes privés : 108 entreprises, 10 centres de recherche ou groupes de réflexion, 15 universités et une organisation non gouvernementale. Les organisations de défense des droits de l'homme étaient notamment absentes.

### 2020 & 21 Raid de l'OLAF et enquête du Médiateur européen
Le 7 décembre 2020, l'OLAF, l'organe de surveillance antifraude de l'UE, a effectué une descente dans les bureaux du directeur exécutif de Frontex, Fabrice Leggeri, ainsi que de son chef de cabinet, Thibauld de La Haye Jousselin, dans le cadre d'une enquête sur des allégations de harcèlement du personnel, de mauvaise conduite et de refoulement ("Pushbacks") de migrants. Selon un document interne vu par le journal grec Ekathimerini, M. Leggeri a "activement résisté" au recrutement des 40 agents des droits fondamentaux prévus par le règlement de la nouvelle Agence européenne des frontières et des garde-côtes, répondant aux fréquentes questions du personnel de l'agence au début de 2020 selon lesquelles "ce n'est pas une priorité", et "a clairement indiqué à plusieurs reprises au personnel" que "Frontex n'est pas un service de sauvetage coûteux". Le personnel des opérations de Frontex a été amené à comprendre que "le signalement des retours en arrière impliquant le personnel de Frontex n'est pas une voie vers la popularité ou la promotion" au sein de l'agence. Le document indiquait également qu'aucune disposition n'avait encore été prise pour que le nouveau "corps permanent" de gardes-frontières puisse porter légalement des armes à feu aux frontières de l'UE. Le journal accuse également M. Leggeri d'être à la tête d'un service des ressources humaines "comiquement incompétent" qui a officiellement offert des emplois à un grand nombre de membres du personnel du Corps permanent, puis les a retirés le lendemain. En janvier 2021, la commissaire européenne Ylva Johansson a demandé au médiateur de l'UE d'ouvrir une enquête
Selon le Financial Times britannique, le 12 janvier 2021, l'"agence des frontières et des garde-côtes" de l'UE a été ridiculisée pour avoir tweeté un court métrage de 77 secondes célébrant ses nouveaux uniformes le jour même où l'Office européen de lutte antifraude (OLAF) a confirmé qu'il enquêterait sur l'agence.